# 도그 스타 (영화)
"도그 스타"(영어: The Dog Stars)는 2026년 개봉 예정인 미국의 포스트 아포칼립스 SF 영화이다. 리들리 스콧이 감독을 맡았으며, 피터 헬러의 동명 소설이 영화의 원작이다.